# Avit
Eparchius Avitus (lat. Marcus Maecilius Flavius Eparchius Avitus), (Auvergne, oko 400. – početak 457.), bio je car Zapadnog Rimskog Carstva od 455. do 456. godine. Bio je rimski senator i prijatelj vizigotskog kralja Teodorika I.

## Životopis
Potomak je ugledne i bogate galoromanske aristokratske obitelji. Studirao je pravo, no uskoro je načinio zaokret i posvetio se vojnoj karijeri, da bi 437. godine postao glavni vojni zapovjednik (magister militum) i pretorijanski prefekt Galije. Tijekom rata protiv Vizigota, iskoristio je dobre veze s Galima i ugovorio mir između dvije zaraćene strane te postao prijatelj vizigotskog kralja Teodorika I., što mu je omogućilo uspon na vlast.
Godine 451. Avit je nagovorio Teodorika da se udruži s Aecijem u borbi protiv hunskog kralja Atile, što je dovelo do veličanstvene rimske pobjede nad Hunima u bitci na Katalaunijskim poljima, čime j ezadan konačan udarac hunskom prodoru na Zapadno Rimsko Carstvo. Iako je Teodorik I. poginuo u toj bitci, Avit je i dalje imao savezništvo s Vizigotima, jer je bio prijatelj s Teodorikovim sinom, Teodorikom II.
Godine 455. zapadnorimski car Petronije Maksim proglasio ga je ponovnom glavnim vojnim zapovjednikom (magister militum) i poslao ga u Galiju da nagovori tamošnje prvake da pristanu uz novog cara. Međutim, novi je car uskoro ubijen, tijekom vandalske pljačke Rima, nakon čega je kralj Teodorik II. nagovorio Avita da preuzme carsku krunu. Premda ga je bio carem priznala vojska i jedan dio senatora, Rimski senat je bio protiv njega zbog njegovog galoromanskog podrijetla, ali i zbog činjenice da je svoj carski položaj dugovao više vizigotskom kralju, negoli Rimljanima, zbog čega su ga smatrali strancem i uzurpatorom carskog prijestolja.
Budući da su Vandali i dalje ugrožavali Carstvo, kako na kopnu, tako i na moru, Avit je imenovao Sveva Ricimera novim glavnim vojnim zapovjednikom. Godine 456. Ricimer je porazio Vandale kod Agrigentuma i u pomorskoj bitci kod Korzike. U međuvremenu, Avitov saveznik kralj Teodorik II. napao je Sveve u Španjolskoj, što je izazvalo sukob između Avita i Ricimera. Zbog sve veće nepopularnosti u Rimu i sukoba s Ricimerom, Avit je odlučio pobjeći k svojim trupama u Galiji, ali Ricimer ga je dočekao kraj Platencije, te ga je porazio i zarobio. Avit je 18. listopada 456. godine bio prisiljen na abdikaciju s prijestolja i ponuđen mu je, u listopadu 456. godine, položaj i čast biskupa Piacenze. Međutim, uskoro je doznao da ga senatori žele smaknuti te je pobjegao prema rodnoj Galji, no putem je umro.